# La Esmeralda (Uruguay)
La Esmeralda es un balneario oceánico ubicado en La Angostura, departamento de Rocha, Uruguay, en el kilómetro 280,500 de la ruta 9. Forma parte del municipio de Castillos.

## Historia
El balneario surge como tal en el año 1949, cuando se realiza el primer loteo y trazado de calles para su posterior urbanización. No obstante, las primeras construcciones de viviendas se realizan a mediados de los años 1970.

## Ubicación geográfica
La Esmeralda se encuentra a 280 kilómetros al noreste de la ciudad capital de Montevideo y a 154 kilómetros de Punta del Este, en La Angostura, faja de tierra de solo 3000 metros de ancho, entre la Laguna Negra y el Océano Atlántico, en los Humedales de Rocha, área declarada Reserva de Biósfera por la Unesco en el año 1976. A muy escasos kilómetros del balneario se encuentran puntos turísticos de relevancia como Valizas, Cabo Polonio, Aguas Dulces, Punta del Diablo, la Fortaleza de Santa Teresa, La Coronilla,el Fuerte de San Miguel y la ciudad de Chuy, limítrofe con Brasil.

## Características
La topografía del balneario es ligeramente ondulante, lo que permite tener una excelente vista al océano. Se encuentra densamente forestado con pinos, eucaliptos y acacias, lo que ha permitido la fijación de dunas.

## Población e infraestructura
La población permanente según el censo de 2011 es de 57 habitantes, la que aumenta sensiblemente en la temporada turística.
| -             | - | - | - | 46 | 57 |
| (Fuente: INE) |   |   |   |    |    |

Cuenta con cerca de 240 viviendas construidas, cifra que se ha incrementado año a año. Se encuentran en el balneario un destacamento policial y de bomberos, alojamientos, un restaurante y comercios varios.
Pese a ser aún un balneario casi virgen, en los últimos años se ha registrado un paulatino pero sostenido incremento de la urbanización relacionado principalmente al turismo. En 2003 el gobierno uruguayo autorizó la instalación de un casino y hotel cinco estrellas en el balneario, lo que despertó el interés de grupos inversores, sin embargo hasta el presente no se ha materializado.

## Actualidad

### Puerto de Aguas Profundas
En 2011 trascendió el proyecto de construcción de un largamente anunciado puerto de Aguas Profundas en Rocha. La ubicación original del mismo se estimaba entre La Esmeralda y Punta del Diablo, en terrenos pertenecientes al Ministerio de Defensa de Uruguay. La construcción del puerto en esta zona conocida como La Angostura estaba fuertemente ligada al Proyecto Minero Aratirí, aunque la oposición y movilización de los pobladores locales y de balnearios cercanos por las consecuencias negativas de la obra sobre el turismo en la zona, sumada a la parálisis del proyecto de la minera Aratirí y el fuerte impacto medioambiental en un área de gran importancia ecológica (muy cercana a la Laguna Negra) hicieron desistir de llevar a cabo la construcción de la terminal portuaria en cercanías de estos balnearios.
Por decisión del presidente uruguayo José Mujica se estableció la nueva ubicación del puerto en la zona conocida como El Palenque, entre La Pedrera y Cabo Polonio. Aún restan realizarse los estudios de impacto medioambientales y socioeconómicos pertinentes.

### Desaparición y crimen de Janice Schroll
En agosto de 2019 la localidad de La Esmeralda cobró relevancia mediática a nivel nacional tras la desaparición y posterior asesinato de la ciudadana estadounidense Janice Schroll. Por el hecho fue detenido en calidad de acusado un joven oriundo del Departamento de Rocha, Jorge Portugal, cocinero de 37 años de edad, que contaba con antecedentes penales por estafa y falsificación de documentos y que estaba vinculado sentimentalmente a la víctima. El día 31 de agosto el cuerpo sin vida de Schroll fue hallado semi enterrado en los fondos de su propiedad por la policía de Rocha y agentes de Interpol que se hallaban asignados a su búsqueda. La mujer había edificado recientemente una vivienda de dos plantas con vista al mar tras adquirir un terreno en el balneario, donde se había instalado en forma permanente. El individuo sospechoso del crimen convivía con la víctima. Durante la investigación por la desaparición de la misma Portugal manifestó que Schroll se había marchado de La Esmeralda rumbo a Buenos Aires, tras haber sufrido un hecho de inseguridad, considerando que el balneario era "peligroso". Al consultarse los registros migratorios no se pudo comprobar la salida del país ni el ingreso a la República Argentina de la víctima. Tras el hallazgo del cadáver, fue formalizado y permanece detenido.